# Ілень
Ілень, Ілені (рум. Ileni) — село у повіті Брашов в Румунії. Входить до складу комуни Миндра.
Село розташоване на відстані 172 км на північний захід від Бухареста, 49 км на захід від Брашова.

## Населення
За даними перепису населення 2002 року у селі проживали 725 осіб.
Національний склад населення села:
| Національність | Кількість осіб | Відсоток |
| -------------- | -------------- | -------- |
| румуни         | 590            | 81,4%    |
| цигани         | 126            | 17,4%    |
| турки          | 8              | 1,1%     |

Рідною мовою назвали:
| Мова      | Кількість осіб | Відсоток |
| --------- | -------------- | -------- |
| румунська | 701            | 96,7%    |
| циганська | 15             | 2,1%     |
| турецька  | 8              | 1,1%     |